# Hussein Fatal
Hussein Fatal, pseudonimo di Bruce Washington (Montclair, 3 aprile 1973 – Contea di Banks, 11 luglio 2015), è stato un rapper statunitense, divenuto famoso come uno dei membri dei Outlawz e per le sue abilità di freestyler. È morto l'11 luglio del 2015 in seguito ad un incidente.

## Discografia

### Album
- In the Line of Fire - 1998
- Fatal - 2002
- Born Legendary - 2008